# Aeropuerto de Unalaska
El Aeropuerto de Unalaska (IATA: DUT, OACI: PADU, FAA LID: DUT) es un aeropuerto público ubicado en Unalaska, en las Islas Aleutianas, en el estado de Alaska.
En 2002, el gobierno del estado de Alaska lo rebautizó como Aeropuerto Tom Madsen en honor de Charles Thomas Madsen Sr., un piloto que murió en un accidente de avión ese año. Sin embargo, la FAA se sigue refiriendo a él como Aeropuerto de Unalaska.
La pista del aeropuerto está rodeada de agua por sus dos lados.
La aerolínea de vuelos comerciales regulares es PenAir, afiliada con Alaska Airlines. El aeropuerto contó previamente con vuelos de Alaska Airlines; sin embargo, los vuelos se cancelaron en enero de 2004.

## Aerolíneas y destinos
- PenAir (Atka, Akutan, Nikolski, Anchorage)